# Chondrostoma knerii
Chondrostoma knerii é uma espécie de peixe actinopterígeo da família Cyprinidae.
Pode ser encontrada nos seguintes países: Bósnia e Herzegovina e Croácia.
Os seus habitats naturais são: rios.
Está ameaçada por perda de habitat.